# Тодор Влайков
Тодор Генчов Влайков, още наричан с псевдонима си Веселин, е български писател, общественик и политик. Най-известното му произведение е повестта „Дядовата Славчова унука“. Негов правнук е дипломатът Радко Влайков.

## Биография
Роден е на 13 февруари 1865 г. в град Пирдоп. Завършва Историко-филологическия факултет на Московския университет през 1888 година. Основател (1895) и председател (1898) на Българския учителски съюз. Действителен член на БКД (дн. БАН) от 1900 година.
През 1890 г. Тодор Влайков и Тодор Йончев основават в Мирково първата българска кооперация – „Мирковско взаимодавно спестовно земеделческо дружество „Орало“.
Влайков е сред основателите и първи лидер на Радикалдемократическата партия. При основаването на Демократическия сговор през 1923 година участва в групата, изработила първата програма на новата партия.

## Посмъртно признание
Кино „Влайкова“
През 1926 г. по инициатива на Мария Влайкова, съпруга на Тодор Г. Влайков, е открита сграда, предназначена да помещава Народното кино. Веднага след това новопостроената сграда на ул. „Цар Иван Асен ІІ“ е дарена на Министерството на народното просвещение, а малко по-късно киното вече носи името „Влайкова“.
Почетен гражданин на Пирдоп (2002)
Национална литературна награда „Тодор Влайков“
През 2007 г. с решение на Общинския съвет в Пирдоп е учредена Национална литературна награда „Тодор Влайков“.
На Тодор Г. Влайков е наречена улица в квартал „Люлин“ в София (Карта).

## Галерия
- Паметна плоча на къщата, в която Влайков живее от 1895 г.
- Сградата е на ул. „Хан Аспарух“ № 65А, София
- Паметник на Тодор Влайков в Пирдоп
- Паметната плоча на Мария Влайкова на стената на кино „Влайкова“